# José del Toro y Quartiellers
José María del Toro y Quartiellers (Cádiz 19 de enero de 1858 -13 de junio de 1885). Abogado, político, farmacéutico y escritor español.

## Biografía
Hijo de José María del Toro y Castro y hermano de Cayetano del Toro. El joven José del Toro había terminado brillantemente dos carreras, la de Derecho y la de Farmacia. Fue escritor de prestigio con clara vocación periodística (aunque el concepto de periodista del XIX también fuese muy diferente al actual). Probablemente, contaba con una buena biblioteca familiar (su padre era un hombre con amplia formación).
Fue concejal del Ayuntamiento de Cádiz. Fundó la Academia Gaditana de Ciencias y Artes. En la gaditana Sociedad del Folclore presidió la sección de ciencias morales y políticas. Sería el «hombre fuerte» en la Academia Gaditana de Artes y Letras que iría concretando la ideología en actividades culturales con impregnación hispanoamericana. Secretario y editor del periódico de la Academia Gaditana de Ciencias y Letras.
Falleció a temprana edad, víctima de lenta y penosa enfermedad. A su muerte un concurso numerosísimo de personas rindió homenaje de despedida a los restos mortales. La comitiva partió de la casa mortuoria a las seis de la tarde. Después de los pobres del Hospicio y las hermandades y la cruz marchaban los amigos del finado llevando el féretro a hombros. Las cintas eran portadas por representantes de diversas sociedades de la ciudad. En bandejas iban conducidas dos elegantes coronas, la del Círculo Liberal Dinástico y la de la Academia de Ciencias y Artes. Al pie del nicho se rezaron diversas preces y se pronunciaron elocuentes y sentidos discursos.
El 23 de agosto de 1885, la Academia Gaditana de Artes y Letras le dedicó una sesión pública necrológica y publica los discursos y obras dedicadas.

## Expediente académico
Toro y Cuartiellers, José Mª de l.
Expediente: A.H.U.S.
Lugar de nacimiento: Cádiz, 19-enero-1858.
Bachillerato: Instituto de 2ª Enseñanza de Cádiz, Grado de Bachiller 3-marzo-1870.
Periodo de Ampliación: Facultad de Medicina de Cádiz.
Estudios de farmacia:
Facultad Libre de Farmacia de Cádiz.
Curso 1871-72:
           M.F.A. y M.               Notable 25-junio-72
Curso 1872-73:
           M.F.V.                        Aprobado 19-sept-73
           F.Q.I.                          Aprobado 22-sept-73 (anulado en junio)
           F.Q.O.                         Aprobado 26-sept-73 (anulado en junio)
Curso 1873-74:
           EJERCICIOS              Aprobado 12-junio-74
           PRÁCTICA                Aprobado 27-junio-74
Grado de licenciado: se examina de este Grado los días 24 y 30 de septiembre de 1874, ante un tribunal compuesto por los doctores: Chape, Nadal y Conill, obteniendo el Grado de Licenciado.
1. M.F.A. y M.               Materia Farmacéutica Animal y Mineral.
2. M.F.V.                        Materia Farmacéutica Vegetal.
3. F.Q.I.                          Farmacia Química Inorgánica.
4. F.Q.O.                         Farmacia Química Orgánica.

## Obras
- Biografía de Vargas Ponce